# Палац культури та дружби

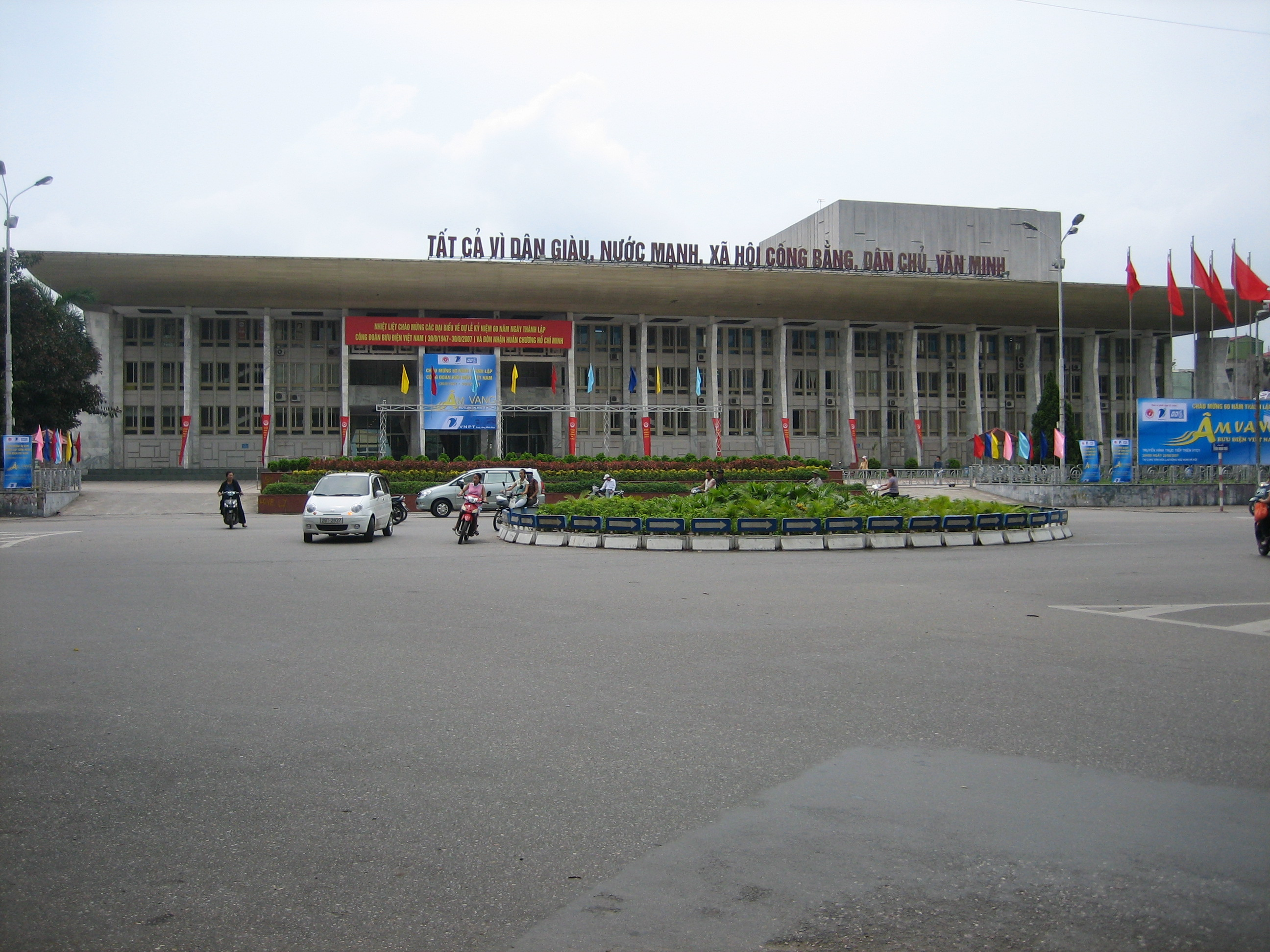
Палац культури та дружби, Робоча площа, Ханой

Палац культури та дружби — найбільший культурний центр Ханоя, столиці В'єтнаму. Знаходиться на Робочої площі. Зведений як подарунок торговій раді В'єтнаму від торгової ради СРСР.

## Історія
Будівництво розпочато 5 листопада 1978, а завершено 1 вересня 1985. У будівництві палацу брав участь радянський архітектор Гарольд Ісакович , який раніше брав участь в будівництві Мавзолею Хо Ші Міна.
Комплекс палацу складається з трьох основних будівель, що мають 120 залів. Територіально палац займає 3,2 Га . Першою будівлею є театральний павільйон, обладнаний двома залами та сценою, що крутиться. Один із залів розрахований на 1 256 осіб, другий - на 375 осіб. За театральним павільйоном знаходиться навчальний павільйон. Тут розміщується бібліотека та приміщення для проведення конференцій та майстер-класів, а також для діяльності клубів. Обидва павільйони з'єднує науково-технічний павільйон.
Постійно в Палаці Дружби проходять різноманітні заходи, такі, як показ мод, театральні постановки, конкурси краси та багато іншого .